# Menonvillea rollinsii
Menonvillea rollinsii là một loài thực vật có hoa trong họ Cải. Loài này được Al-Shehbaz & Martic. mô tả khoa học đầu tiên năm 1990.